# 도미나가 후미카즈
도미나가 후미카즈(일본어: 富永 文一, 1890년 1월 31일 ~ 몰년 미상)는 일본의 관료이다.
1890년 1월 도쿠시마현 도쿠시마시에서 태어났다. 도쿄 제국대학 법과에 재학 중이던 1915년 10월, 문관 고등시험에 합격하였다. 1916년 5월에 대학을 졸업한 뒤 6월에 조선총독부 시보(試補)가 되어 조선으로 건너왔다.

## 총독부에서의 경력
- 1916년 6월: 조선총독부 시보
- 1918년 1월: 도사무관. 황해도에서 근무
- 1918년 10월: 총독부 사무관에 임명됨
- 1923년 8월: 총독부 감찰관을 겸함
- 1925년: 도사무관. 전라북도 경찰부장
- 1926년 11월: 총독부 사무관으로 복귀. 경무국 보안과장
- 1929년 12월: 내무국 지방과장
- 1931년 10월: 함경북도지사
- 1934년 11월: 경기도지사
- 1936년 5월 21일: 학무국장 (~ 1937년 7월 3일)
- 1936년 6월 3일: 조선사 편수회 위원 (~ 1937년 7월 3일)

## 가족 관계
- 배우자: 지요(千代, 1894년 5월생)
  - 장남: 나오후미(尚文, 1917년 6월생)
  - 차남: 지후미(千文, 1923년 2월생)
  - 장녀: 다쓰코(達子, 1926년 8월생)
  - 차녀: 가쓰코(勝子, 1929년 11월생)

## 참고 문헌
- 기다 주에(貴田忠衛), 《쇼와 10년판 조선인사흥신록》, 조선인사흥신록편찬부, 1935년